# Ожарге
Ожарге (фр. Aujargues) насеље је и општина у јужној Француској у региону Лангдок-Русијон, у департману Гар која припада префектури Ним.
По подацима из 2011. године у општини је живело 842 становника, а густина насељености је износила 122,92 становника/km². Општина се простире на површини од 6,85 km². Налази се на средњој надморској висини од 70 метара (максималној 143 m, а минималној 50 m).

## Демографија
| 1962. | 1968. | 1975. | 1982. | 1990. | 1999. | 2011. |
| ----- | ----- | ----- | ----- | ----- | ----- | ----- |
| 223   | 232   | 295   | 366   | 469   | 673   | 842   |

График промене броја становника у току последњих година